# Koningsdag 2015
De Nederlandse Koningsdag 2015 werd gevierd op 27 april 2015; voor het eerst echt op de verjaardag van koning Willem-Alexander.
De koninklijke familie bezocht op deze dag de plaats Dordrecht, in de Nederlandse provincie Zuid-Holland. Met ingang van Koningsdag 2015 gaat de koninklijke familie niet meer naar twee plaatsen, maar nog slechts naar één gemeente met een centrumfunctie. De prinsessen Amalia, Alexia en Ariane waren aanwezig in Dordrecht; prinses Beatrix, prinses Margriet en Pieter van Vollenhoven waren niet bij deze viering. Op het laatste moment hadden prins Floris en prinses Aimée zich afgemeld wegens het overlijden van Aimées vader. Bij deze Koningsdag nieuwe stijl waren er twee nieuwe elementen toegevoegd: een botenparade en een popconcert. Daarnaast mocht Dordrecht een eigen programma organiseren. De festiviteiten eindigden met een popconcert. 